# ムングスズ
ムングスズ(モンゴル語: Mungsuz,? - 1267年)とは、モンゴル帝国に仕えたウイグル人文官の一人。『元史』における漢字表記は孟速思(mèngsùsī)。

## 概要
ムングスズは代々ビシュバリクに居住してきたウイグル人の家系で、幼い頃から利発なことで知られていた。モンゴル帝国の初代皇帝チンギス・カンはムングスズの評判を聞くと自らの下に召し出し、「眼に火ある(nidün-tür-iyan γaltu)」優秀な子であると評し、自らの末子トゥルイに仕えさせることとした。
トゥルイの死後、ムングスズはその未亡人ソルカクタニ・ベキに仕え、更にその後トゥルイとソルカクタニの息子クビライ(後の第5代皇帝)に仕えるようになった。クビライの兄でモンゴル帝国第4代皇帝モンケが急死すると、ムングスズはクビライに自ら即位するよう勧め、タガチャル・イェスンゲ・カダアンら東方三王家の支持を得たクビライは上都にて即位を宣言した。一方、モンケから首都カラコルムの統治を委ねられていたアリク・ブケも即位を宣言したため、クビライ派とアリク・ブケ派との間で帝位継承戦争が勃発することとなった。
帝位継承戦争の勃発以前、ムングスズはモンケによってブジルとともにジャルグチ(断事官)に任ぜられていたが、ブジルは帝位継承戦争の開始後、アリク・ブケ派に与しようとしていた。これを察知したムングスズは自らブジルを見張り、遂にアリク・ブケ派に寝返らせなかった。ムングスズがクビライに推挙した皆極めて優秀であり、ある時クビライはジャライル部のアントン・ノヤンとともに丞相に任じようとしたが、ムングスズは辞退したという。ムングスズは1267年(至元4年)に62歳で亡くなった。息子は9人おり、多くが大官に至ったという。